# Sielsowiet szczekiński (obwód kurski)
Sielsowiet szczekiński (ros. Щекинский сельсовет) – jednostka administracyjna wchodząca w skład rejonu rylskiego w оbwodzie kurskim w Rosji.
Centrum administracyjnym sielsowietu jest sieło Szczekino.

## Geografia
Powierzchnia sielsowietu wynosi 58,05 km².

## Historia
Status i granice sielsowietu zostały określone ustawami z 2004 i z 2010 roku.

## Demografia
W 2017 roku sielsowiet zamieszkiwało 371 mieszkańców.

## Miejscowości
W skład sielsowietu wchodzą miejscowości: Szczekino, Dugino, Karkowo-Kamienka, Korienskoje.